# Laurie Hernandezová
Lauren Zoe Hernandezová (* 9. června 2000 Old Bridge Township, New Jersey, USA) je americká sportovní gymnastka. Připravuje se v klubu Gym-Max Gymnastics v Costa Mesa pod vedením trenérky Jenny Liangové. Je vysoká 155 cm, pochází z rodiny přistěhovalců z Portorika a má dva sourozence.
Původně se věnovala baletu, od sedmi let se zaměřila na gymnastiku. Na vrcholové úrovni soutěží od roku 2012, kdy obsadila na juniorském mistrovství USA 21. místo ve víceboji. O rok později již byla ve víceboji druhá a v roce 2015 se stala juniorskou mistryní USA ve víceboji a na bradlech, byla také nejlepší juniorkou na U.S. Classic a Trofeo Città di Jesolo. Po přechodu do seniorské kategorie vyhrála s americkým družstvem mistrovství pacifického oblouku v gymnastice 2016, byla třetí ve víceboji na americkém šampionátu a na Trofeo Città di Jesolo. Vybojovala si nominaci na Letní olympijské hry 2016, kde s americkým týmem nazvaným Final Five vyhrála soutěž družstev. Postoupila také do finále na kladině, kde obsadila druhé místo za Sanne Weversovou z Nizozemska.
Po olympiádě ohlásila přestávku ve sportovní činnosti. Spolu s Valentinem Čmerkovským vyhrála v roce 2016 televizní taneční soutěž Dancing with the Stars. Vystupovala také v pořadech Sezame, otevři se, American Ninja Warrior Junior a Blue's Clues & You! a namluvila hlavní postavu animovaného seriálu z produkce Nickelodeonu Middle School Moguls. Vydala knižní autobiografii I Got This: To Gold and Beyond. V roce 2020 byla jednou z „Grand Marshals“ přehlídky Rose Parade v Pasadeně.
V roce 2020 se vrátila k závodění a pokusila se získat olympijskou nominaci. Na Winter Cupu v roce 2021 obsadila na kladině páté místo. Na mistrovství USA utrpěla zranění, soutěž nedokončila a o účast na olympiádě přišla. Na podzim 2021 se zúčastnila exhibičního turné Gold Over America Tour.
Byla jmenována do New Jersey Hall of Fame a obdržela cenu Jeffersonovy nadace za veřejnou službu.